# 定结乡
定结乡（藏語：གདིང་སྐྱེས་），是中华人民共和国西藏自治区日喀则市定结县下辖的一个乡镇级行政单位。

## 行政区划
定结乡下辖以下地区：
布洛村、定结村、曲热村、拉强村、杂兴村和姆隆村。